# Cycnoches barthiorum
Cycnoches barthiorum es una especie de orquídea epifita, originaria de Sudamérica.

## Descripción
Es una especie de orquídea de tamaño mediano que prefiere el clima cálido,  es epifita  con pseudobulbos fusiformes que llevan 7 hojas, elíptico-lanceoladas, plegadas y acuminadas de hoja caduca. Florece a finales de invierno en una inflorescencia colgante, de 17 cm de largo, con pocas a varias flores  fragantes. Fue nombrada en honor al coleccionista alemán Erich Barth, quien llegó a Cali Colombia en 1920

## Distribución y hábitat
Se encuentra en el sur de Colombia, cerca del nivel del mar.

## Taxonomía
Cycnoches barthiorum fue descrito por G.F.Carr & Christenson y publicado en Orchids. The Magazine of the American Orchid Society 68: 600. 1999.